# الفرسان السود
الفرسان السود للاستعراص الجوي، (بالإنجليزية: Black Knights)‏. هو فريق الأكروبات الرسمي في القوات الجوية السنغافورية (RSAF) الذي يضم ست طائرات جنرال دايناميكس إف-16 فايتينغ فالكون في تشكيل الطائرة. تحمل شعار «الفرسان السود» على الذيل الرأسي الأحمر لكل طائرة من طائرات الفريق، واسم الفريق مزين على جانبي الطائرة باللونين الأحمر والأبيض - الألوان الوطنية لسنغافورة.

## التاريخ
تم تكليف فريقه في عام 1973 مبدئياً باسم أوسبري ريد، بعد خمس سنوات من إنشاء القوات الإقليمية للقوات المسلحة وثماني سنوات كأمة مستقلة. في عام 1974 ، تمت إعادة تسمية الفريق باسم الفرسان السود.
تحمل الفرسان السود اسمها الأصلي من لعبة الشطرنج حيث يعتبر الفارس على نطاق واسع الأكثر عدوانية ومرنة وقابلة للمناورة لجميع قطع الشطرنج، ولديها القدرة على اختراق الحواجز والتحرك في اتجاهات ذكية وذات أهمية إستراتيجية، وبالتالي مما يدل على المرونة والقدرة على المناورة بدقة كما تجسد من قبل قادة الفريق خلال مناوراتهم الجوية.
كما يعتبر الفرسان السود شارة تشكيل قاعدة تينقا الجوية (Tengah)، موطن الطائرات المقاتلة للقوات الجوية السنغافورية و الفرسان السود.
في عام 1979 ، قتل أربعة أعضاء من السرب عندما تحطمت طائرتهم في الجبل المغطاة بالغيوم. واحد من الناس الذين نجوا من الحادث بسبب مشاكل ميكانيكية على متن طائرته كان تسو واي مينج، الذي طيار في وقت لاحق سيلك اير الرحلة 185.
بالتوازي مع التقدم التكنولوجي وتطوير القوات الجوية السنغافورية، تقدم الفرسان السود من تحليق تشكيل أربع سفن من هوكر هنتر في السبعينات إلى فريق نورثروب إف-5 من خمس سفن في الثمانينيات.
في التسعينات، كان الفرسان السود يقوم بتشكيل مكون من ست طائرات يتكون من محرك A-4SU Super Skyhaws المحوسب محليًا، ويستخدمه حتى عام 2000.